# Echitație la Jocurile Olimpice de vară din 2012
Probele sportive de echitație la Jocurile Olimpice de vară din 2012 s-au desfășurat în perioada 28 iulie–9 august 2012 la Parcul Greenwich din Londra, Marea Britanie.

## Evenimente
Șase medalii au fost puse la bătaie la șase probe sportive:
- dresaj individual[1]
- dresaj pe echipe[1]
- sărituri la obstacole individual[1]
- sărituri la obstacole pe echipe[1]
- întreceri individual[1]
- întreceri pe echipe[1]

## Medaliști

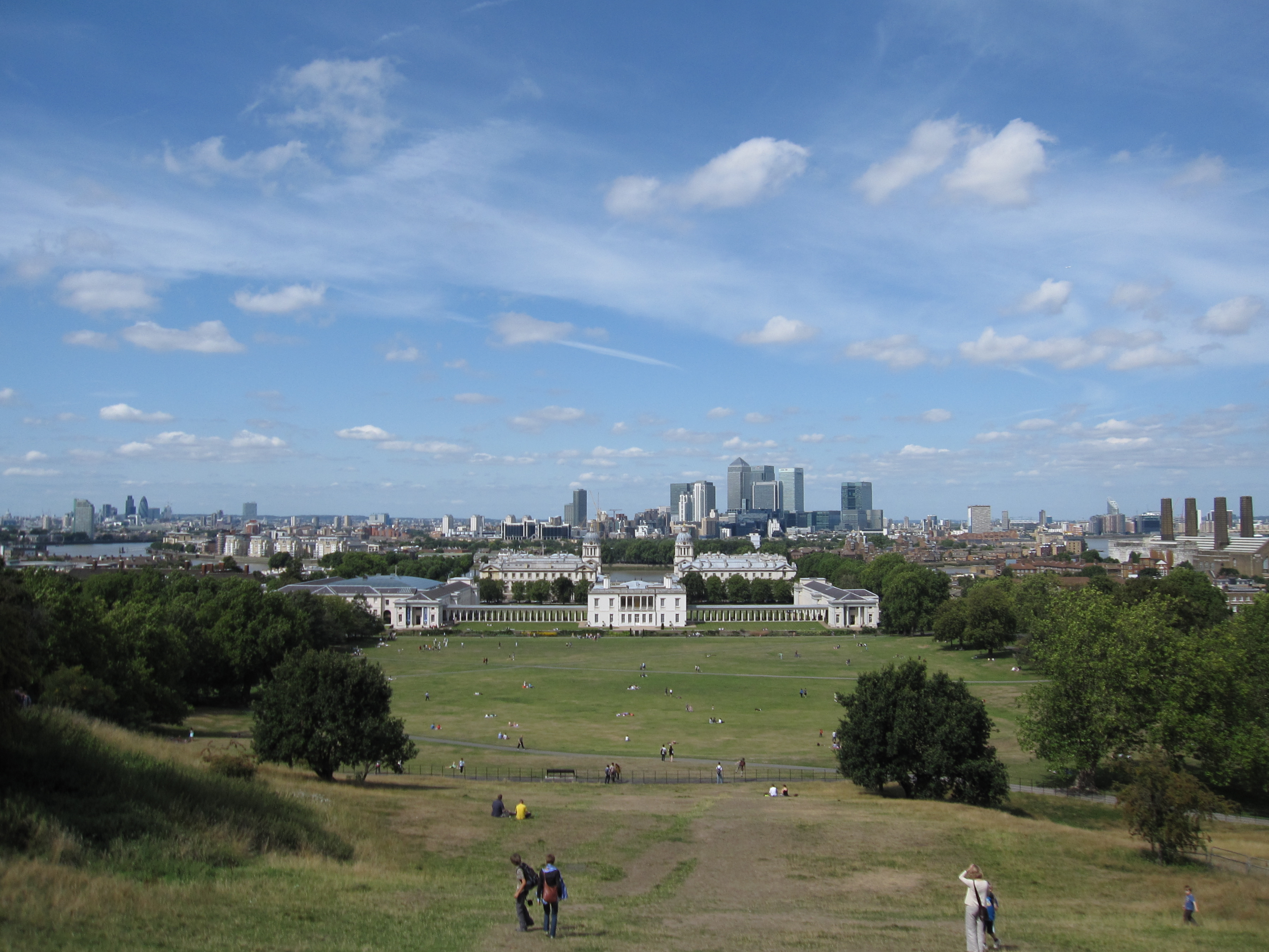
Greenwich Park

| Categorie            | Aur | Argint | Bronz |
| Dresaj individual    | Charlotte Dujardin pe Valegro (GBR) | Adelinde Cornelissen pe Parzival (NED) | Laura Bechtolsheimer pe Mistral Hojris (GBR) |
| Dresaj pe echipe     | Marea Britanie (GBR) · Carl Hester pe Uthopia · Laura Bechtolsheimer pe Mistral Hojris · Charlotte Dujardin pe Valegro                                        | Germania (GER) · Dorothee Schneider pe Diva Royal · Kristina Sprehe pe Desperados · Helen Langehanenberg pe Dampe Hill                                                                    | Olanda (NED) · Anky van Grunsven pe Salinero · Edward Gal pe Undercover · Adelinde Cornelissen pe Parzival                                                                              |
| Întreceri individual | Michael Jung pe Sam (GER) | Sara Algotsspe Ostholt pe Wega (SWE) | Sandra Auffarth pe Opgun Louvo (GER) |
| Întreceri pe echipe  | Germania (GER) · Peter Thomsen pe Barny · Dirk Schrade pe King Artus · Ingrid Klimke pe Butts Abraxxas · Sandra Auffarth pe Opgun Louvo · Michael Jung pe Sam | Marea Britanie (GBR) · Nicola Wilson pe Opposition Buzz · Mary King pe Imperial Cavalier · Zara Phillips pe High Kingdom · Kristina Cook pe Miners Frolic · William Fox-Pitt pe Lionheart | Noua Zeelandă (NZL) · Jonelle Richards pe Flintstar · Jonathan Paget pe Clifton Promise · Caroline Powell pe Lenamore · Andrew Nicholson pe Nereo · Mark Todd pe Campino                |
| Sărituri individual  | Steve Guerdat pe Nino Des Buissonets (SUI) | Gerco Schroder pe London (NED) | Cian O'Connor pe Blue Loyd 12 (IRL) |
| Sărituri pe echipe   | Marea Britanie (GBR) · Scott Brash pe Hello Sanctos · Peter Charles pe Vindicat · Ben Maher pe Tripple X · Nick Skelton pe Big Star                           | Olanda (NED) · Marc Houtzager pe Tamino · Gerco Schroder pe London · Maikel van der Vleuten pe Verdi · Jur Vrieling pe Bubalu                                                             | Arabia Saudită (KSA) · Ramzy Al Duhami pe Bayard Van the Villa There · HRH Prince Abdullah Al Saud pe Davos · Kamal Bahamdan pe Noblesse Des Tess · Abdullah Waleed Sharbatly pe Sultan |